# 薩爾卡約克山
13°10′39″S 72°13′09″W / 13.17750°S 72.21917°W
薩爾卡約克山（Salcayoc），是秘魯的山峰，位於該國東南部庫斯科大區，由烏魯班巴省的奧揚泰坦博區負責管轄，屬於烏魯潘帕山脈的一部分，海拔高度4,838米。